# The Incredibly True Adventure of Two Girls in Love
The Incredibly True Adventure of Two Girls in Love (1995) är titeln på en film regisserad av Maria Maggenti.

## Rollista (urval)
- Laurel Holloman - Randy Dean
- Maggie Moore - Wendy
- Kate Stafford - Rebecca Dean
- Sabrina Artel - Vicky
- Toby Poser - Lena
- Nelson Rodríguez - Frank
- Dale Dickey - Regina
- Nicole Ari Parker - Evie Roy
- Andrew Wright - Hayjay
- Stephanie Berry - Evelyn Roy
- Babs Davy - Waitress
- John Elsen - Ali, Wendy's Husband